# Gauville, Orne
Gauville är en kommun i departementet Orne i regionen Normandie i nordvästra Frankrike. Kommunen ligger i kantonen La Ferté-Frênel som tillhör arrondissementet Argentan. År 2018 hade Gauville 573 invånare.

## Befolkningsutveckling
Antalet invånare i kommunen Gauville
| Referens: INSEE |